# Nai

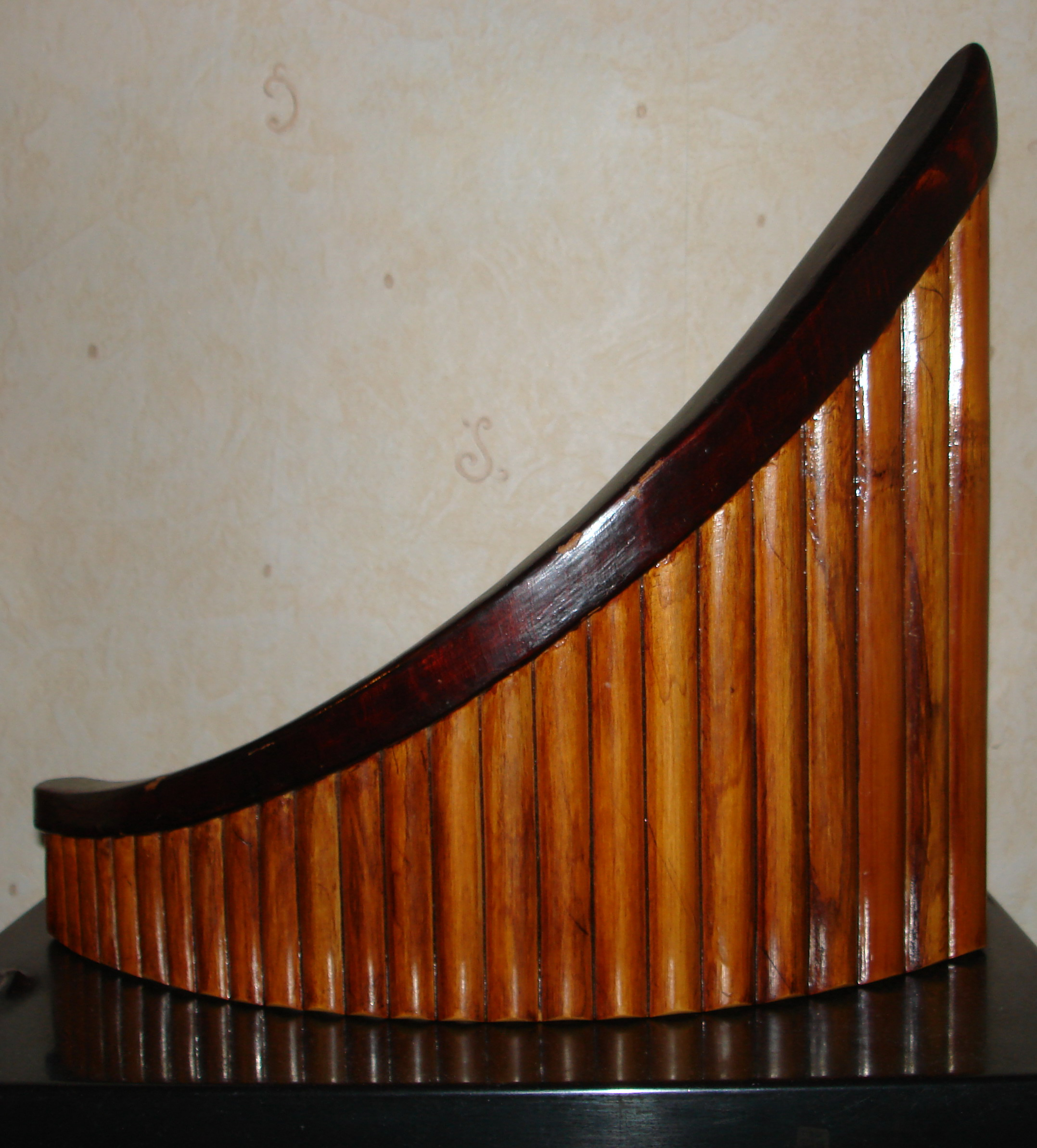
Nai, varianta folosită în România

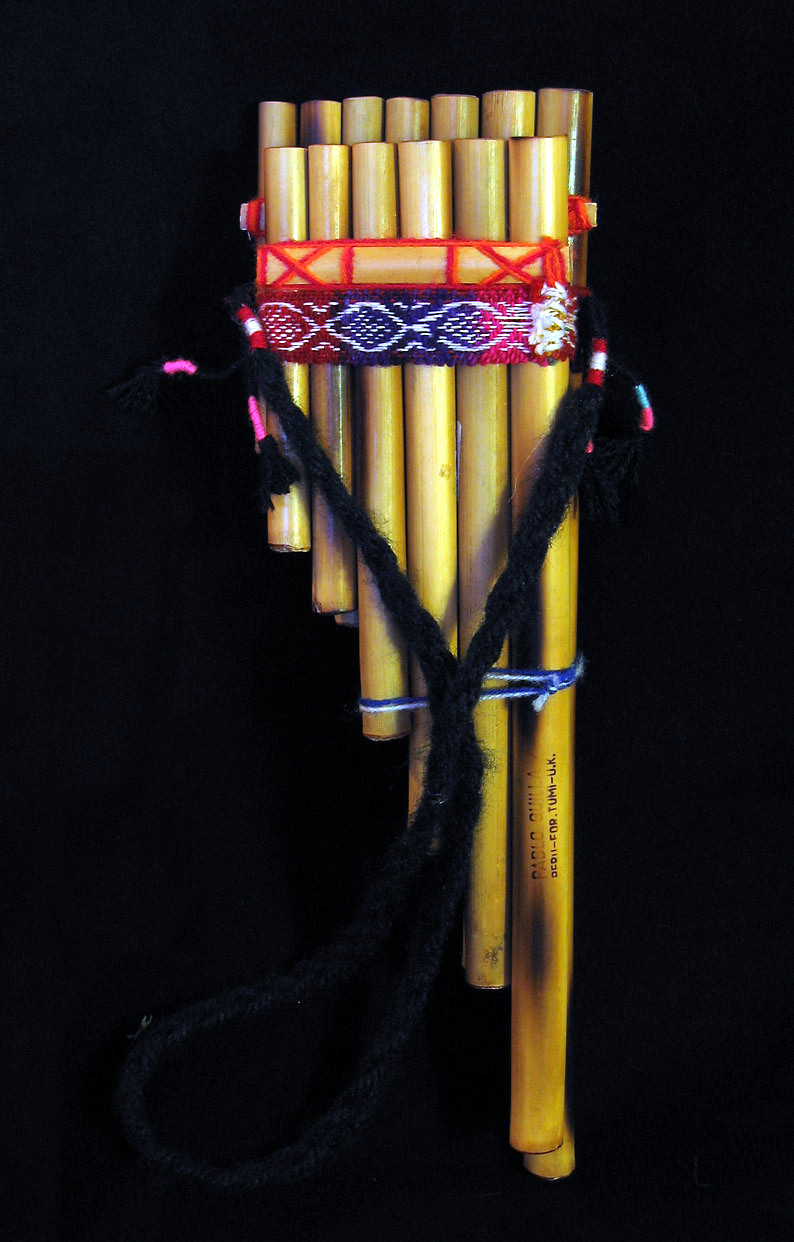
Variantă de nai din Chile, confecționat din bambus, cunoscut ca siku

Naiul este un instrument muzical de suflat alcătuit dintr-un grup de tuburi sonore de dimensiuni diferite, lipite unul lângă altul (la naiul românesc, într-o linie ușor concavă), în ordinea lungimii lor.

## Construcție
- din lemn: arțar, bambus, soc, lemn roșu; 
- 22-24 de cilindri fixați în partea inferioară pe un suport arcuit;
- dopuri de ceara utilizate la acordare;

## Acordarea naiului
Naiul se acordează cu ceară de albine care se introduce în tuburi. Cu cât mai multă ceară are un tub, cu atât mai mare este înălțimea sunetului corespunzător acelui tub.

## Naiști celebri
- Gheorghe Zamfir
- Dana Dragomir
- Damian Drăghici